# صبير سميك
صبير سميك (الاسم العلمي:Opuntia crassa) هو نوع من النباتات يتبع جنس الصبير من الفصيلة الصبارية.